# Maluma
Juan Luis Londoño Arias (n. 28 ianuarie 1994, Medellín, Columbia) mai bine cunoscut prin numele său de scenă Maluma, este un cântăreț și compozitor din Columbia care a obținut faimă în țara lui natală, în 2011, cu "Farandulera", "Obesión" și "La Temperatura" (2013), a început să fie recunoscut și în America. Albumul lui de debut, Magia, din 2012, a avut un enorm succes în Columbia și un an mai târziu, Maluma a fost nominalizat pentru Grammy Latin ca cel mai bun artist nou.
În 2015, a lansat un al doilea album, Pretty Boy, Dirty Boy, care a obținut numărul unu în lista de albume latino din Panou, și conține piesele "tiki", "Borró cassette" și "El perdedor". În 2014 și 2015 Maluma a fost jurat și antrenor la emisiunea Vocea pentru Copii din Columbia. În luna octombrie 2015 a ieșit pe piață prima sa linie de haine.
Maluma este considerat de criticii muzicali ca fiind unul dintre artiștii de muzică urbană "cu cel mai mare impact" în America latină.
Părinții lui sunt Marlli Arias și Luis Londoño și a crescut cu o soră mai mare, Manuela. A fost pasionat de mic de fotbal, concurând în diviziile inferioare din echipele Atlético National și Equidad Sports Club în perioada gimnaziului. A început să cânte încă din liceu și a absolvit Școala Hontaranes din El Retiro, unde a fost încurajat de mulți dintre prietenii săi să participe la concursuri locale de cântat.
La vârsta de cincisprezece ani, a compus, împreună cu un prieten apropiat, o melodie intitulată "Nici un quiero". Un an mai târziu, Juan Parra, unchiul său, i-a oferit ocazia să-l înregistreze în studio.
Ulterior, a adoptat numele de scenă Maluma, care este o combinație a primelor două litere ale numelor mamei sale Marlli, tatălui său Luis și surorii sale Manuela. 
Maluma i-a numit pe Héctor Lavoe, Justin Timberlake și Michael Jackson ca fiind principalii cântăreți care i-au influențat stilul muzical.

## Discografie

### Albume de studio
- Magia (2012)

- Pretty Boy, Dirty Boy (2015)
- F.A.M.E. (2018)
- 11:11 (2019)
- PAPI JUANCHO (2020)
- 7 days in Jamaica (2021)
- The Love & Sex Tape (2022)
- Don Juan (2023)

### Single

#### Ca artist principal
- "Farandulera" (2011)
- "Loco" (2011)
- "Obsesión" (2012)
- "Pasarla bien" (2012)
- "Primer amor" (2013)
- "Miss independent" (2013)
- "La Temperatura" (2013)
- "Addicted" (2014)
- "La Curiosidad" (2014)
- "Carnaval" (2014)
- "Tiki" (2015)
- "Borró cassette" (2015)
- "Cuatro babys" Ft. Noriel, Bryant Myers, Juhn (2016)
- "Un polvo" Ft. Arcangel, De La Ghetto, Bad Bunny, Ñengo Flow (2016)
- "Felices los 4" (2017)
- "Corazón" (2017)
- "El Prèstamo" (2018)
- "Mala Mia" (2018)
- "HP" (2019)
- "11PM" (2019)
- "Hawái" (2020)
- ADMV (2020)

#### Ca artist secundar
- "Se acaba el tiempo" (Remix) (2013) Maximus Well și J Alvarez
- "Juegos prohibidos" (2013) Cu Nicky Jam
- "Salgamos" (2013) , Cu Kevin Roldan & Andy Rivera
- "Duele tanto" (2014) Cu Pipe Pelaez
- "Ole Brazil" (2014) Cu Elvis Crespo
- "Te Vivi" (2014) Cu Jorge Villamizar , și Elvis Crespo
- "La invitacion" (2014) Cu Țeavă Bun
- "Amor en practica" (remix) (2014) Cu J Alvarez, Ken-y și Jory
- "Imaginate" (remix) (2014) Cu Alexis & Fido
- "Princesinha" (2014) Cu Lucas Lucco
- "Bandida" (2015) Cu Danny Romero
- "La tierra del olvido" (2015) Cu Carlos Vives, Fonseca, Fanny Lu, Andrea Echeverri, Cholo Valderrama, Grupul Coral și Herencia Timbiquí
- "Un Beso" (remix 2) Baby Rasta & Gringo (2015)
- "Desde esa Noche" (2016) Cu Thalia
- "Vente Pa' Ca'" (2016) Cu Ricky Martin
- ”Sim Ou Nao” (2016) (Anitta feat. Maluma)
- "Chantaje" (2016) cu Shakira
- "Hola" (2017) Flo Rida feat. Maluma
- "Sim Ou Não" (2016) cu Anitta
- "Hola" (2017) Flo Rida feat. Maluma
- "Solo mia" (2018) cu Yandel
- "Colors"(2018)
- ”Trap” (2018) cu Shakira
- ”Hands On Me” (2018) (Burns feat. Maluma & Rae Sremmurd)
- "El Clavo" (2018) (Prince Royce feat. Maluma)
- Djadja Remix, (cu. Aya Nakamura) (2020).